# José Luis González Rodríguez
José Luis González Rodríguez (Santiago, 11 de abril de 1939-ibíd, 4 de septiembre de 2006) fue un médico cirujano y político chileno. Entre 1994 y 1998 ejerció como diputado por el distrito N.° 54.

## Biografía
Nació en Santiago, el 11 de abril de 1939. Hijo de Luis González Silva y Clarisa Rodríguez Arévalo. 
Estuvo caso con Ernestina Ulloa Suannez y son padres de tres hijos.

### Estudios
Los estudios primarios los realizó en la Escuela de Hombres N.°1 de Linares, y los secundarios en el Liceo de Hombres de esa ciudad y en el Liceo de Hombres N.°7 de Ñuñoa. 
Posteriormente ingresó a la Facultad de Medicina de la Universidad de Chile, titulándose de médico cirujano, de la Universidad de Chile; y obtuvo el grado de Licenciado en Educación de la Universidad Austral de Valdivia, donde además cursó un magíster.

## Trayectoria pública
Entre 1967 y 1970 fue director del Hospital de Los Lagos; y entre 1972 y 1973 se desempeñó como Epidemiólogo Zonal en Valdivia.
Desde 1986 trabajó como Director de Desarrollo Social del Obispado de Valdivia y desde ese año fue miembro de la Pastoral Social de esa entidad, hasta 1991; desde 1992 en adelante fue director de la Corporación de Promoción Social de esa misma ciudad.
Profesionalmente, en los años 1990 y 1991 fue nombrado asesor del Director de Salud de Valdivia y un año más tarde fue designado Director del Hospital Regional de esa ciudad.

## Trayectoria política
Inició sus actividades políticas en 1989, cuando participó de la fundación del Partido por la Democracia (PPD), en su Región de Los Lagos, asumiendo el cargo de presidente; entre 1990 y 1992 fue elegido Presidente Provincial del PPD en Valdivia.
En 1993 se postuló como candidato a diputado y resultó elegido, por el Distrito N.°54, correspondiente a las comunas de Panguipulli, Los Lagos, Futrono, Lago Ranco, Río Bueno, La Unión y Paillaco, X Región, para el período 1994-1998; integró la Comisión Permanente de Salud y la de Gobierno Interior, Regionalización, Planificación y Desarrollo Social.
Fue socio y vicepresidente en un tiempo, del Club de Leones Los Torreones de Valdivia y médico del Cuerpo de Bomberos de la ciudad.
Falleció el 4 de septiembre de 2006.